# Leptobrachella
Leptobrachella is een geslacht van kikkers uit de familie Megophryidae. De groep werd voor het eerst wetenschappelijk beschreven door Malcolm Arthur Smith in 1925. Oorspronkelijk werd de wetenschappelijke naam Nesobia gebruikt.
Er zijn 85 soorten, het soortenaantal verandert echter regelmatig zodat in de literatuur een lager soortenaantal wordt vermeld. Sinds 2018 zijn de soorten uit het geslacht Leptolalax onderverdeeld bij Leptobrachella. De soort Leptobrachella juliandringi werd bijvoorbeeld in 2015 voor het eerst beschreven en Leptobrachella itiokai is sinds 2016 bekend. Alle soorten komen voor in delen van Azië en leven op Borneo en de naastgelegen Natuna-eilanden.

## Soorten
Geslacht Leptobrachella
- Soort Leptobrachella aerea
- Soort Leptobrachella alpina
- Soort Leptobrachella applebyi
- Soort Leptobrachella arayai
- Soort Leptobrachella ardens
- Soort Leptobrachella aspera
- Soort Leptobrachella baluensis
- Soort Leptobrachella bashaensis
- Soort Leptobrachella bidoupensis
- Soort Leptobrachella bijie
- Soort Leptobrachella bondangensis
- Soort Leptobrachella botsfordi
- Soort Leptobrachella bourreti
- Soort Leptobrachella brevicrus
- Soort Leptobrachella chishuiensis
- Soort Leptobrachella crocea
- Soort Leptobrachella dorsospina
- Soort Leptobrachella dringi
- Soort Leptobrachella eos
- Soort Leptobrachella feii
- Soort Leptobrachella firthi
- Soort Leptobrachella flaviglandulosa
- Soort Leptobrachella fritinniens
- Soort Leptobrachella fuliginosa
- Soort Leptobrachella fusca
- Soort Leptobrachella gracilis
- Soort Leptobrachella hamidi
- Soort Leptobrachella heteropus
- Soort Leptobrachella isos
- Soort Leptobrachella itiokai
- Soort Leptobrachella juliandringi
- Soort Leptobrachella kajangensis
- Soort Leptobrachella kalonensis
- Soort Leptobrachella kecil
- Soort Leptobrachella khasiorum
- Soort Leptobrachella lateralis
- Soort Leptobrachella laui
- Soort Leptobrachella liui
- Soort Leptobrachella macrops
- Soort Leptobrachella maculosa
- Soort Leptobrachella mangshanensis
- Soort Leptobrachella maoershanensis
- Soort Leptobrachella marmorata
- Soort Leptobrachella maura
- Soort Leptobrachella melanoleuca
- Soort Leptobrachella melica
- Soort Leptobrachella minima
- Soort Leptobrachella mjobergi
- Soort Leptobrachella nahangensis
- Soort Leptobrachella namdongensis
- Soort Leptobrachella natunae
- Soort Leptobrachella neangi
- Soort Leptobrachella niveimontis
- Soort Leptobrachella nokrekensis
- Soort Leptobrachella nyx
- Soort Leptobrachella oshanensis
- Soort Leptobrachella pallida
- Soort Leptobrachella palmata
- Soort Leptobrachella parva
- Soort Leptobrachella pelodytoides
- Soort Leptobrachella petrops
- Soort Leptobrachella picta
- Soort Leptobrachella platycephala
- Soort Leptobrachella pluvialis
- Soort Leptobrachella puhoatensis
- Soort Leptobrachella purpuraventra
- Soort Leptobrachella purpurus
- Soort Leptobrachella pyrrhops
- Soort Leptobrachella rowleyae
- Soort Leptobrachella sabahmontana
- Soort Leptobrachella serasanae
- Soort Leptobrachella shangsiensis
- Soort Leptobrachella sola
- Soort Leptobrachella suiyangensis
- Soort Leptobrachella sungi
- Soort Leptobrachella tadungensis
- Soort Leptobrachella tamdil
- Soort Leptobrachella tengchongensis
- Soort Leptobrachella tuberosa
- Soort Leptobrachella ventripunctata
- Soort Leptobrachella wuhuangmontis
- Soort Leptobrachella wulingensis
- Soort Leptobrachella yingjiangensis
- Soort Leptobrachella yunkaiensis
- Soort Leptobrachella zhangyapingi

Leptobrachella · 
Leptobrachium · 
Oreolalax · 
Scutiger